# Geosciurus
Geosciurus és un subgènere de rosegadors del gènere Xerus. Són oriünds de les parts més àrides del sud d'Àfrica (Angola, Botswana, Namíbia i Sud-àfrica). Tenen una fesomia més robusta que la dels esquirols europeus i tenen les orelles petites i el pèl curt. Mesuren aproximadament 25 cm, sense comptar la cua, que fa uns 25 cm més. Originalment fou descrit amb la categoria de gènere, però el 1839 George Robert Waterhouse ja reconegué que s'havia de classificar dins de Xerus.